# Acomys percivali
Acomys percivali är en däggdjursart som beskrevs av Guy Dollman 1911. Acomys percivali ingår i släktet taggmöss och familjen råttdjur. IUCN kategoriserar arten globalt som livskraftig. Inga underarter finns listade.
Arten når en kroppslängd (huvud och bål) av 82 till 111 mm, en svanslängd av 39 till 92 mm och en vikt mellan 18 och 48 g. Den har 9 till 15 mm långa bakfötter och 11 till 15 mm långa öron. Honor är lite större än hannar. Pälsen är övervägande gråaktig och på bakkroppen samt på främre delen av svansen finns taggar. Undersidan är täckt av mjuk vit päls.
Denna taggmus förekommer i östra Afrika från södra Sydsudan och sydvästra Etiopien över nordöstra Uganda till centrala Kenya. I bergstrakter når arten 1000 meter över havet. Arten vistas i klippiga områden med några glest fördelade växter. Den äter främst insekter.
Individerna är aktiva på natten och de går främst på marken. Acomys percivali har bra förmåga att klättra och hoppa på klippor. Den gömmer sig i en bergsspricka när den känner sig hotad. En fiende kan ofta bita av svansen men inte andra kroppsdelar. Födan kompletteras med frön, blad och andra växtdelar.
Dessa taggmöss delar revir och de är vanligen inte aggressiva mot varandra. Hos exemplar som hölls i fångenskap dödade en hona som var högre i hierarkin ibland en unge från en annan hona. Hos populationer som lever på ett isolerat berg föder alla honor ungefär samtidig sina ungar. Honor kan bli brunstiga vid olika årstider. Dräktigheten varar 34 eller 35 dagar och sedan föds oftast tvillingar. Ungen väger vid födelsen 4 till 5,5 g och den har redan mjuk päls. Taggar bildas efter cirka 5 veckor.